# Märyon
Maryon Gargiulo, dite Märyon, née en 1987 à La Seyne-sur-Mer est une chanteuse française.

## Biographie
En 2004, après 25 ans d'absence, pour le retour de Monaco au Concours Eurovision de la chanson, Märyon a été choisie pour défendre les couleurs de la principauté avec une chanson qui est un plaidoyer pour la protection de la Méditerranée, Notre planète écrite par Patrick Sassier, et composée par Philippe Bosco. Avec 10 points, elle est arrivée en 19e position en demi-finale, et donc n'a pas été qualifiée pour la finale.